# بطولة آسيا للجودو 2024
بطولة آسيا للجودو 2024 (بالإنجليزية: 2024 Asian Judo Championships) أقيمت في الفترة من 20 إلى 23 أبريل 2024 في ستار هول، كايتك في هونغ كونغ، الصين كجزء من جولة الاتحاد الدولي للجودو العالمية وخلال فترة التصفيات المؤهلة لمنافسات الجودو في الألعاب الأولمبية الصيفية 2024. شهد اليوم الأخير من البطولة منافسة الفرق المختلطة.

## جدول الميداليات
*   البلد المضيف (مضيف)
| المرتبة | فريق    | ذهبية | فضية | برونزية | المجموع |
| ------- | ------- | ----- | ---- | ------- | ------- |
| 1       | JPN     | 8     | 2    | 4       | 14      |
| 2       | MGL     | 3     | 4    | 5       | 12      |
| 3       | KOR     | 2     | 4    | 3       | 9       |
| 4       | UAE     | 1     | 2    | 1       | 4       |
| 5       | UZB     | 1     | 1    | 5       | 7       |
| 6       | PRK     | 0     | 1    | 1       | 2       |
| 6       | TPE     | 0     | 1    | 1       | 2       |
| 8       | KAZ     | 0     | 0    | 4       | 4       |
| 9       | TJK     | 0     | 0    | 3       | 3       |
| 10      | CHN     | 0     | 0    | 2       | 2       |
| 11      | KGZ     | 0     | 0    | 1       | 1       |
| المجموع | المجموع | 15    | 15   | 30      | 60      |

## ملخص الميداليات

### منافسات الرجال
| Event                    | الذهبية                         | الفضية                                                       | البرونزية                                                  |
| ------------------------ | ------------------------------- | ------------------------------------------------------------ | ---------------------------------------------------------- |
| وزن خفيف للغاية (–60 كغ) | تايكي ناكامورا · اليابان        | يانغ يونغ وي · تايبيه الصينية                                | دوستون روزييف · أوزبكستان                                  |
| وزن خفيف للغاية (–60 كغ) | تايكي ناكامورا · اليابان        | يانغ يونغ وي · تايبيه الصينية                                | بيامبيافين تسوغت أوتشير · منغوليا                          |
| نصف وزن خفيف (–66 كغ)    | باتوكتوخين إرخيمبايار · منغوليا | شينسي هاتوري · اليابان                                       | زاناريس راخمتكالي · كازاخستان                              |
| نصف وزن خفيف (–66 كغ)    | باتوكتوخين إرخيمبايار · منغوليا | شينسي هاتوري · اليابان                                       | ساردور نورولاييف · أوزبكستان                               |
| وزن خفيف (–73 كغ)        | تاتسوكي إيشيهارا · اليابان      | مورودجون يولداشيف · أوزبكستان                                | كيم تشول غوانغ · كوريا الشمالية                            |
| وزن خفيف (–73 كغ)        | تاتسوكي إيشيهارا · اليابان      | مورودجون يولداشيف · أوزبكستان                                | لي أون كول [خطأ: تحقق من وسيط ورمز اللغة] · كوريا الجنوبية |
| نصف وزن متوسط (–81 كغ)   | لي جون هوان · كوريا الجنوبية    | نوغزار تاتالاشفيلي · الإمارات العربية المتحدة                | يوهي أوينو · اليابان                                       |
| نصف وزن متوسط (–81 كغ)   | لي جون هوان · كوريا الجنوبية    | نوغزار تاتالاشفيلي · الإمارات العربية المتحدة                | سومون محمدبيكوف · طاجيكستان                                |
| وزن متوسط (–90 كغ)       | سانشيرو موراو · اليابان         | غانتولغين ألتانباغانا · منغوليا                              | إرلان شيروف · قرغيزستان                                    |
| وزن متوسط (–90 كغ)       | سانشيرو موراو · اليابان         | غانتولغين ألتانباغانا · منغوليا                              | هان جو-يوب · كوريا الجنوبية                                |
| نصف وزن ثقيل (–100 كغ)   | مظفربك توروبوييف · أوزبكستان    | جعفر كوستويف · الإمارات العربية المتحدة                      | باتخوياغين غونشيغسورين · منغوليا                           |
| نصف وزن ثقيل (–100 كغ)   | مظفربك توروبوييف · أوزبكستان    | جعفر كوستويف · الإمارات العربية المتحدة                      | دزاخونغير مادجيدوف · طاجيكستان                             |
| وزن ثقيل (+100 كغ)       | هيوغا أوتا · اليابان            | كيم مين-جونغ [خطأ: تحقق من وسيط ورمز اللغة] · كوريا الجنوبية | ماغوميدومار ماغوميدوماروف · الإمارات العربية المتحدة       |
| وزن ثقيل (+100 كغ)       | هيوغا أوتا · اليابان            | كيم مين-جونغ [خطأ: تحقق من وسيط ورمز اللغة] · كوريا الجنوبية | تيمور راخيموف · طاجيكستان                                  |

مصدر النتائج: 

### منافسات السيدات
| Event                    | الذهبية                                                   | الفضية                          | البرونزية                                                 |
| ------------------------ | --------------------------------------------------------- | ------------------------------- | --------------------------------------------------------- |
| وزن خفيف للغاية (–48 كغ) | بافودورجين باسانخو · منغوليا                              | لي هي-كيونغ · كوريا الجنوبية    | غاليا تينباييفا · كازاخستان                               |
| وزن خفيف للغاية (–48 كغ) | بافودورجين باسانخو · منغوليا                              | لي هي-كيونغ · كوريا الجنوبية    | كانو مياكي · اليابان                                      |
| نصف وزن خفيف (–52 كغ)    | بيشريلتيين خورلودوي · الإمارات العربية المتحدة            | كوكورو فوجيشيرو · اليابان       | لخاغفاسورينغين سوسوربارام · منغوليا                       |
| نصف وزن خفيف (–52 كغ)    | بيشريلتيين خورلودوي · الإمارات العربية المتحدة            | كوكورو فوجيشيرو · اليابان       | ديورا كيلديوروفا · أوزبكستان                              |
| وزن خفيف (–57 كغ)        | لخاغفاتوغوغين إنخريلين · منغوليا                          | هوه مي مي · كوريا الجنوبية      | أكاري أوموري · اليابان                                    |
| وزن خفيف (–57 كغ)        | لخاغفاتوغوغين إنخريلين · منغوليا                          | هوه مي مي · كوريا الجنوبية      | كاي تشي [خطأ: تحقق من وسيط ورمز اللغة] · الصين            |
| نصف وزن متوسط (–63 كغ)   | كيراري ياماغوتشي [خطأ: تحقق من وسيط ورمز اللغة] · اليابان | بولدين غانخايش · منغوليا        | إسميغول كويولوفا · كازاخستان                              |
| نصف وزن متوسط (–63 كغ)   | كيراري ياماغوتشي [خطأ: تحقق من وسيط ورمز اللغة] · اليابان | بولدين غانخايش · منغوليا        | كيم جي-سو [خطأ: تحقق من وسيط ورمز اللغة] · كوريا الجنوبية |
| وزن متوسط (–70 كغ)       | ساكي نيزوي · اليابان                                      | مون سونغ-هوي · كوريا الشمالية   | شوخيستا نازاروفا · أوزبكستان                              |
| وزن متوسط (–70 كغ)       | ساكي نيزوي · اليابان                                      | مون سونغ-هوي · كوريا الشمالية   | باتسورين نيام-إردين · منغوليا                             |
| نصف وزن ثقيل (–78 كغ)    | ريكا تاكاياما · اليابان                                   | يون هيون-جي · كوريا الجنوبية    | أوتغونبايرين خوسلين · منغوليا                             |
| نصف وزن ثقيل (–78 كغ)    | ريكا تاكاياما · اليابان                                   | يون هيون-جي · كوريا الجنوبية    | شو وانغ شو-هوي · تايبيه الصينية                           |
| وزن ثقيل (+78 كغ)        | لي هيون-جي · كوريا الجنوبية                               | أمارسايخاني أدياسورين · منغوليا | ماو أراي · اليابان                                        |
| وزن ثقيل (+78 كغ)        | لي هيون-جي · كوريا الجنوبية                               | أمارسايخاني أدياسورين · منغوليا | ليانغ يي · الصين                                          |

مصدر النتائج: 

### المنافسات المختلطة
| Event          | الذهبية | الفضية  | البرونزية |
| -------------- | ------- | ------- | --------- |
| الفرق المختلطة | اليابان | منغوليا | كازاخستان |
| الفرق المختلطة | اليابان | منغوليا | أوزبكستان |

مصدر النتائج: 

## الدول المشاركة
تنافس 272 متسابقًا من 36 دولة.
- أفغانستان (2)
- البحرين (6)
- بوتان (2)
- كمبوديا (2)
- الصين (13)
- تايبيه الصينية (16)
- هونغ كونغ (7)
- الهند (18)
- إندونيسيا (5)
- اليابان (15)
- الأردن (2)
- كازاخستان (18)
- قرغيزستان (8)
- الكويت (6)
- لاوس (1)
- لبنان (3)
- ماكاو (4)
- ماليزيا (1)
- منغوليا (18)
- نيبال (1)
- كوريا الشمالية (5)
- فلسطين (2)
- الفلبين (16)
- قطر (2)
- السعودية (6)
- كوريا الجنوبية (18)
- سريلانكا (2)
- سوريا (2)
- تايلاند (2)
- طاجيكستان (9)
- تركمانستان (11)
- الإمارات العربية المتحدة (8)
- أوزبكستان (17)
- فيتنام (11)
- اليمن (2)

## وصلات خارجية
- 2024 Asian Judo Championships على موقع الفيدرالية الدولية للجودو (الإنجليزية)
- 2024 Asian Judo Championships على موقع JudoInside.com (الإنجليزية)